# Cascada del Zorro
Cascada del Zorro är en ort i Mexiko.   Den ligger i kommunen Cochoapa el Grande och delstaten Guerrero, i den sydöstra delen av landet, 270 km söder om huvudstaden Mexico City. Cascada del Zorro ligger 1 370 meter över havet och antalet invånare är 139.
Terrängen runt Cascada del Zorro är bergig åt nordväst, men åt sydost är den kuperad. Terrängen runt Cascada del Zorro sluttar söderut. Runt Cascada del Zorro är det ganska glesbefolkat, med 43 invånare per kvadratkilometer. Närmaste större samhälle är El Coyul, 13,3 km öster om Cascada del Zorro. I omgivningarna runt Cascada del Zorro växer huvudsakligen savannskog.